# Darian Townsend
Darian Townsend (n. 28 august 1984, Pinetown, KwaZulu-Natal, Africa de Sud) este un înotător ce a reprezentat Statele Unite ale Americii, medaliat olimpic. A participat la 3 ediții ale Jocurilor Olimpice (2004, 2008, 2012) în care a câștigat două medalii de aur.